# Prosoplus pseudovalgus
Prosoplus pseudovalgus là một loài bọ cánh cứng trong họ Cerambycidae.